# كلود أريو
كلود أريو (بالفرنسية: Claude Arrieu)‏ (30 نوفمبر 1903 - 7 مارس 1990) ملحنة فرنسية. كان كلود أريو هو الاسم المستعار الذي استخدمته آن ماري سيمون.

## روابط خارجية
- كلود سيمون على موقع IMDb (الإنجليزية)
- كلود سيمون على موقع ميوزك برينز (الإنجليزية)
- كلود سيمون على موقع ديسكوغز (الإنجليزية)
- كلود سيمون على موقع قاعدة بيانات الفيلم (الإنجليزية)
- كلود سيمون على موقع كينوبويسك (الروسية)